# Ekincioğlu, Ulaş
Ekincioğlu là một xã thuộc huyện Ulaş, tỉnh Sivas, Thổ Nhĩ Kỳ. Dân số thời điểm năm 2011 là 140 người.